# Claudia Leenders
Claudia Leenders (* 18. November 1994 in Helmond) ist eine niederländische Slalom-Kanutin. Sie startet für den Augsburger Kajak-Verein.

## Erfolge
| Jahr | Veranstaltung                         | Ergebnis | Lage                                |
| ---- | ------------------------------------- | -------- | ----------------------------------- |
| 2014 | Weltmeisterschaft                     |          | Slowenien, Ljubljana                |
|      | U23-Weltmeisterschaft                 |          | Australien, Sydney                  |
|      | Europameisterschaft                   |          | Österreich, Wien                    |
| 2013 | World Cup Ranking                     | 57       |                                     |
|      | Weltmeisterschaft, K1                 | 26       | Tschechien, Prag                    |
|      | Weltmeisterschaft, K1-Team            | 10       | Tschechien, Prag                    |
|      | U23-Weltmeisterschaft, K1             | 13       | Slowakei, Liptovský Mikuláš         |
|      | Europameisterschaft, K1               | 35       | Polen, Krakau                       |
|      | Int. C, K1                            | 1        | Frankreich, Lannion                 |
| 2012 | World Cup Ranking                     | 63       |                                     |
|      | Junioren-Weltmeisterschaft, K1        | 11       | Vereinigte Staaten, Wausau          |
|      | Europameisterschaft, K1               | 36       | Deutschland, Augsburg               |
|      | Europameisterschaft, K1-Team          | 12       | Deutschland, Augsburg               |
|      | Junioren-Europameisterschaft, K1      | 8        | Slowenien, Nova Gorica              |
|      | Junioren-Europameisterschaft, K1-Team | 8        | Slowenien, Nova Gorica              |
|      | Int. C, K1                            | 9        | Deutschland, Leipzig                |
|      | Niederländische Meisterschaft, K1     | 1        | Niederlande, Zoetermeer             |
| 2011 | World Cup Ranking                     | 52       |                                     |
|      | Weltmeisterschaft, K1                 | 25       | Slowenien, Ljubljana                |
|      | Europameisterschaft, K1               | 36       | Spanien, La Seu d’Urgell            |
|      | Junioren-Europameisterschaft, K1      | 9        | Bosnien und Herzegowina, Banja Luka |
|      | Niederländische Meisterschaft, K1     | 2        | Niederlande, Zoetermeer             |
| 2010 | Junioren-Weltmeisterschaft, K1        | 18       | Frankreich, Foix                    |
|      | Niederländische Meisterschaft, K1     | 1        | Niederlande, Zoetermeer             |
| 2009 | Niederländische Meisterschaft, K1     | 1        | Niederlande, Zoetermeer             |